# Monika Bejnar
Monika Bejnar, född den 10 mars 1981 i Tarnów, är en polsk friidrottare som tävlar i kortdistanslöpning.
Bejnar deltog vid inomhus-EM 2005 där hon slutade sexa på 400 meter. Vid EM 2006 blev hon fyra på 200 meter på tiden 23,28. Vid samma mästerskap var hon med i det polska stafettlaget på 4 x 400 meter som slutade på en tredje plats.
Vid Olympiska sommarspelen 2008 blev hon utslagen redan i försöken på 400 meter. 

## Personliga rekord
- 200 meter - 22,91
- 400 meter - 51,68